# Axel Lieber

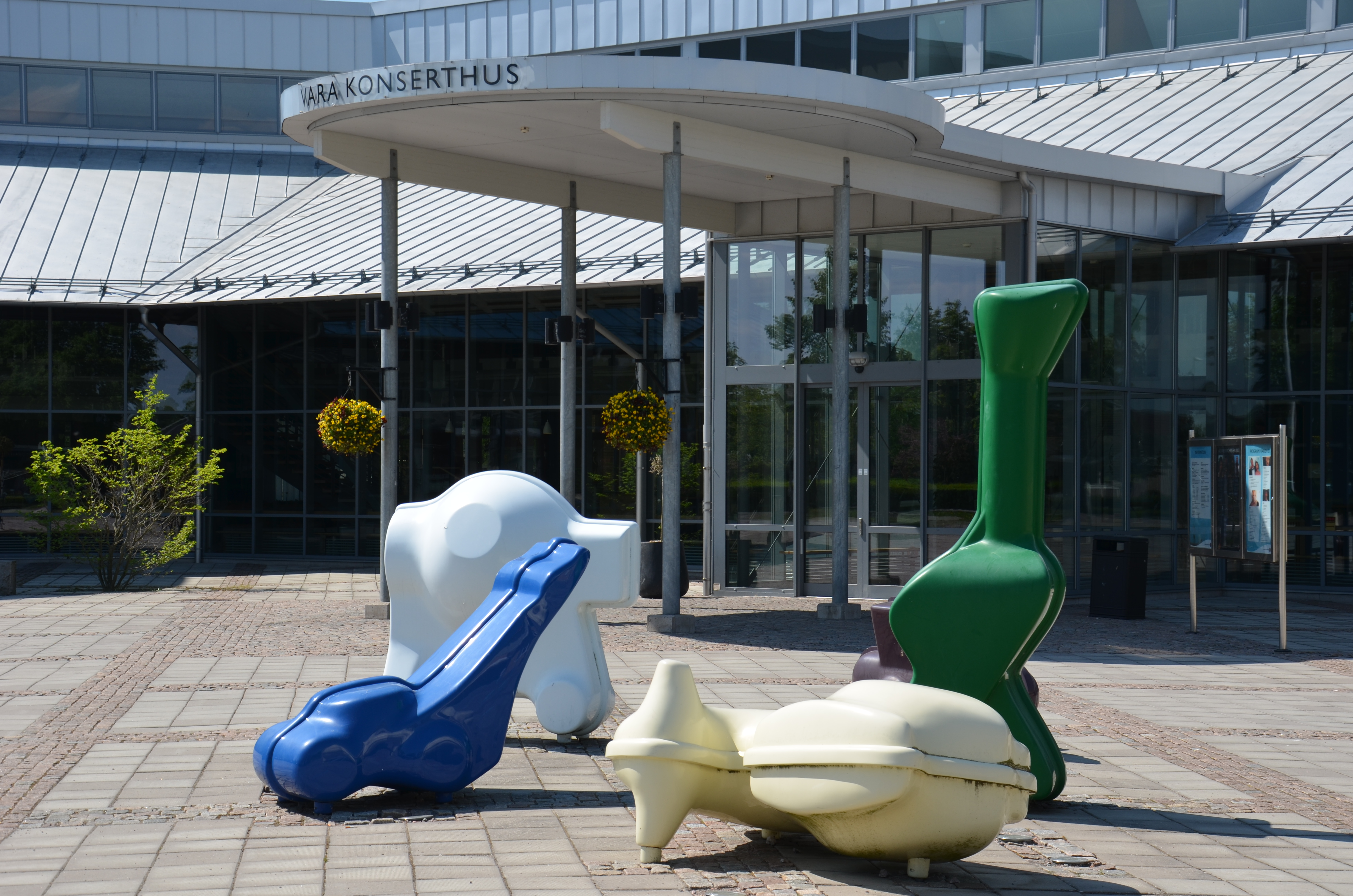
On tour av Inges Idee utanför Vara konserthus

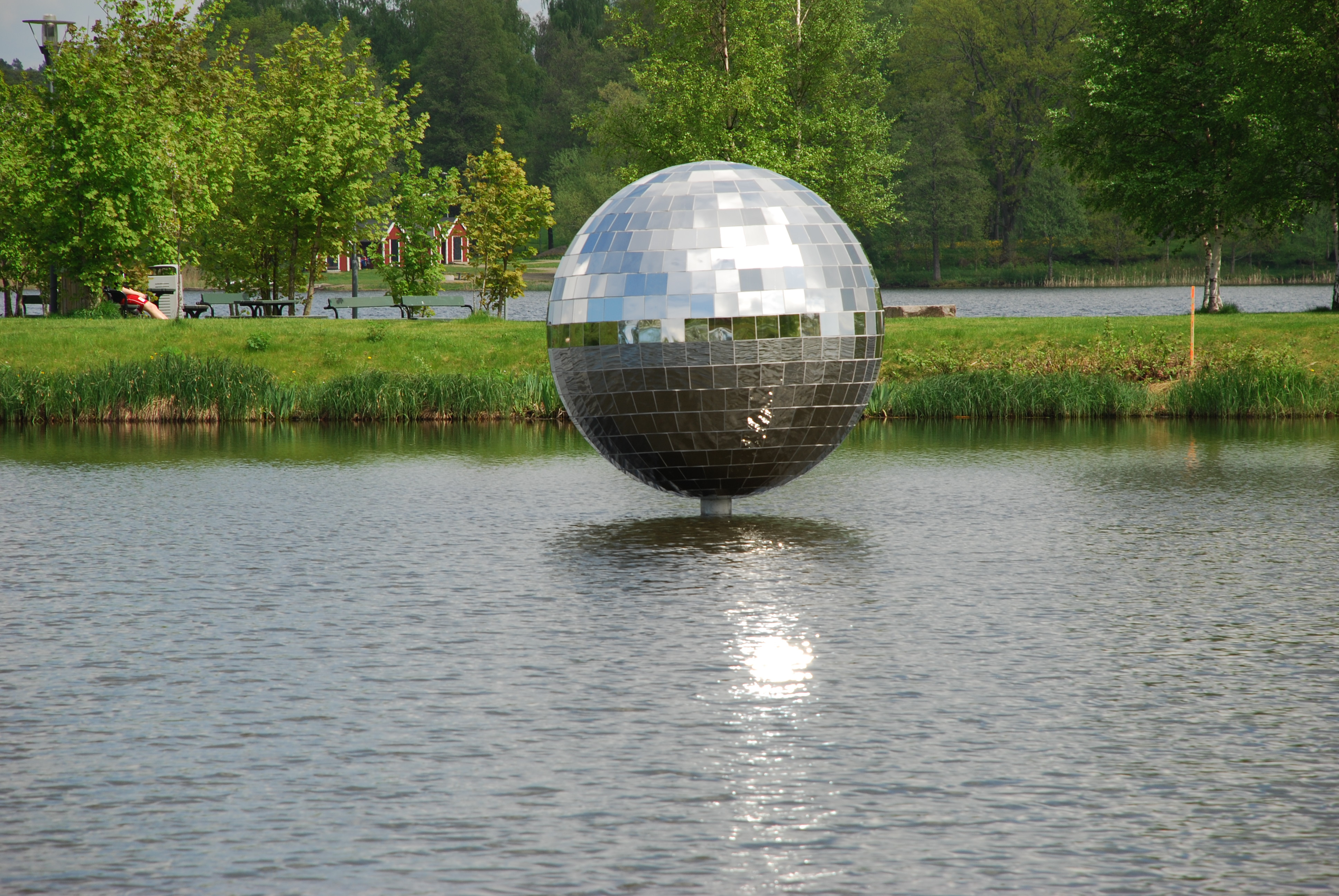
Spegelbollen i Växjö

Axel Hans-Werner Lieber, född 13 januari 1960 i Düsseldorf i dåvarande Västtyskland, är en tysk-svensk skulptör.
Axel Lieber studerade 1978–81 i filosofi och pedagogik vid Heinrich Heine Universität i Düsseldorf och utbildade sig 1978–84 i skulptur vid Staatliche Kunstakademie i Düsseldorf. Han flyttade till Berlin 1985 och var en av grundarna av konstnärskollektivet inges idee 1992.
Han har varit lärare vid bland annat Kunstakademie Düsseldorf 1991–93 och Konsthögskolan i Malmö 1995–99.
Axel Lieber bor och arbetar i Tyskland och i Sverige.

## Offentliga verk i urval av kollektivet (inges idee)
- Dandy, 2014, Frösundavik i Solna
- Rotkäppchen und ... (Rödluvan och ...), 2011, Universität Potsdam, Potsdam i Tyskland
- Spegelbollen, 2010, lagunen i Växjösjön, Växjö Art Site – konststråket
- The drop, 2010, vid Vancouver Convention Center i Vancouver i Kanada
- Receiver, 2010, DR Byen, Köpenhamn
- Exotics, 2009, Vrouwjuttenhof i Utrecht i Nederländerna
- Chandelier, glas och stål, 2008, foajén till Advokatfirman Cederquist, tidigare innergården till Hovslagargatan 3 i Stockholm
- Snowman, 2006, VivoCity i Singapore
- On tour, glasfiber, 2002,  utanför Vara konserthus
- Piercing, stål, 2001, på fasaden på rådhuset i Heidenheim an der  Brenz i Tyskland
- Streetlight, stål, 1999, framför Linköpings centralstation
- Einrichten, Magasinstrasse 15 i Berlin i Tyskland

## Fotogalleri

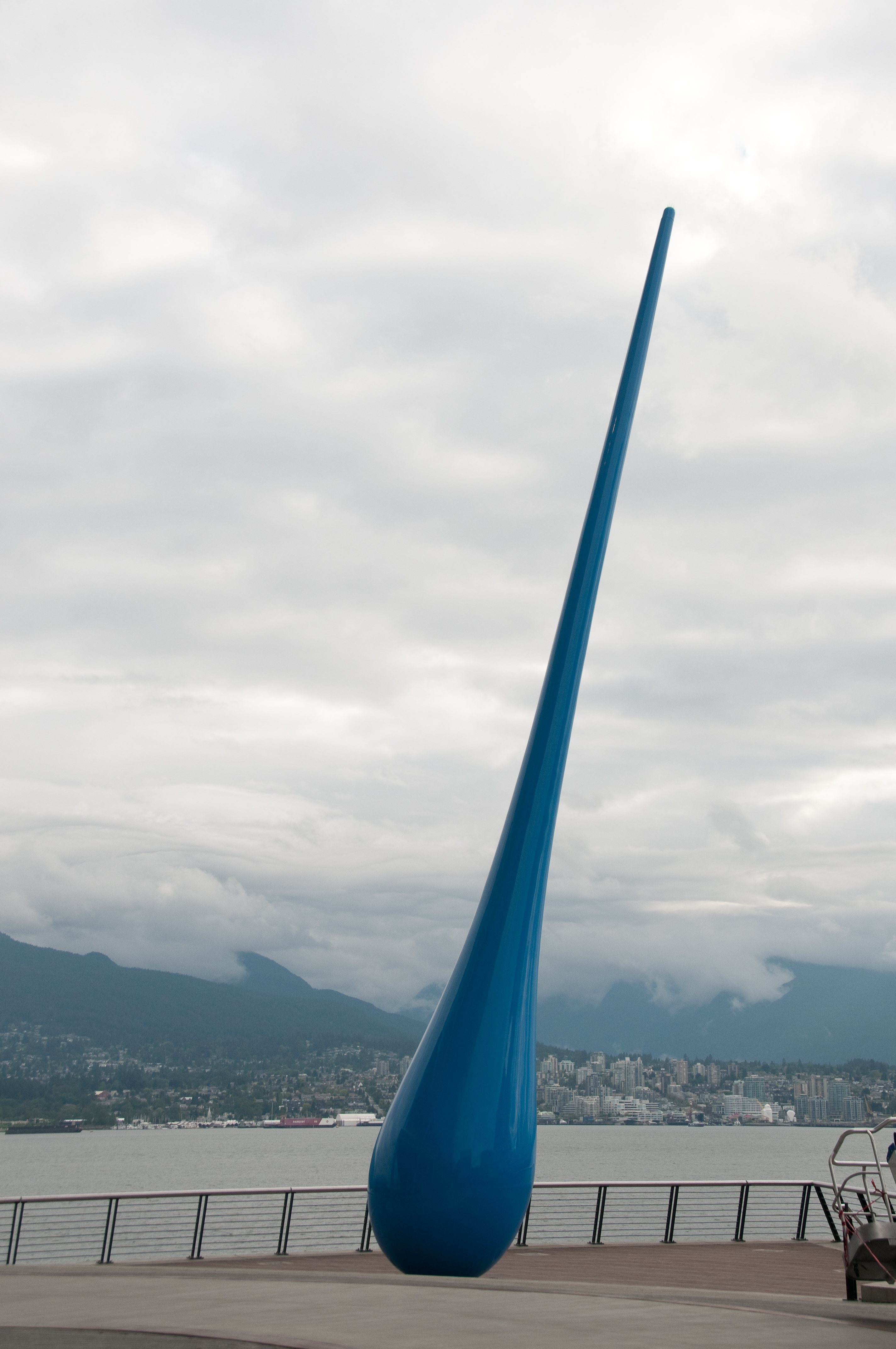
The drop i Vancouver
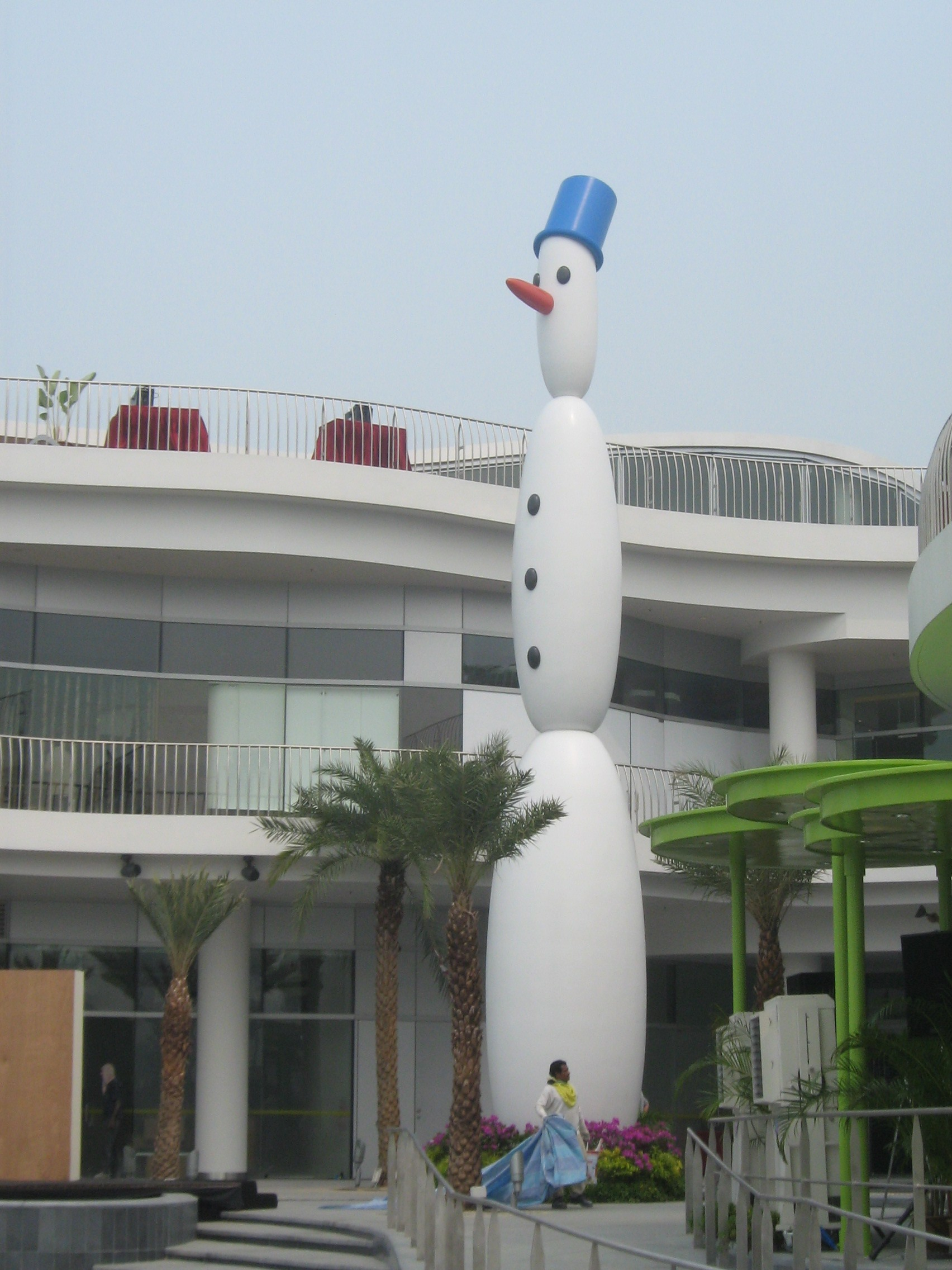
Snowman i Singapore
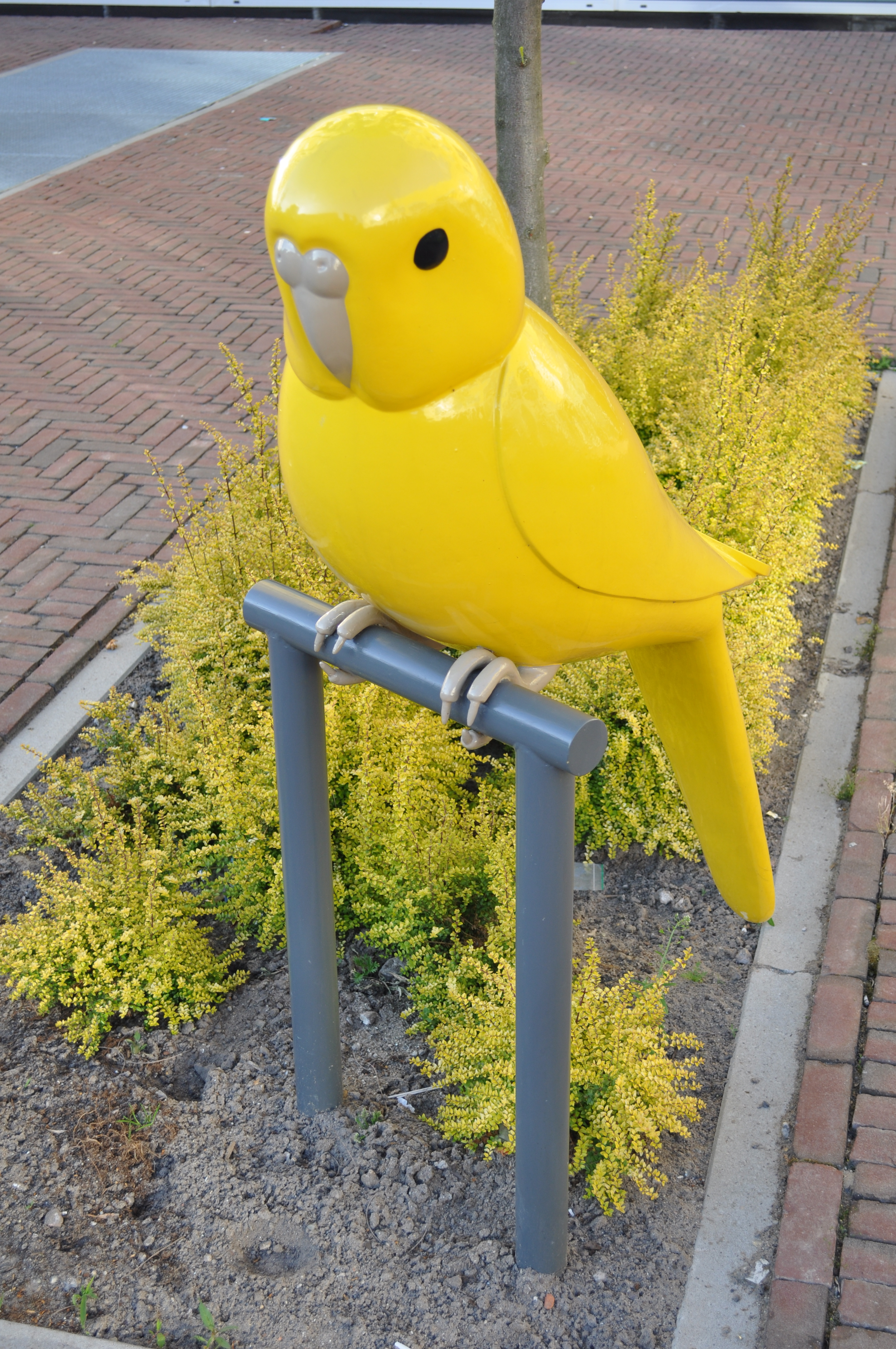
Exotics i Utrecht
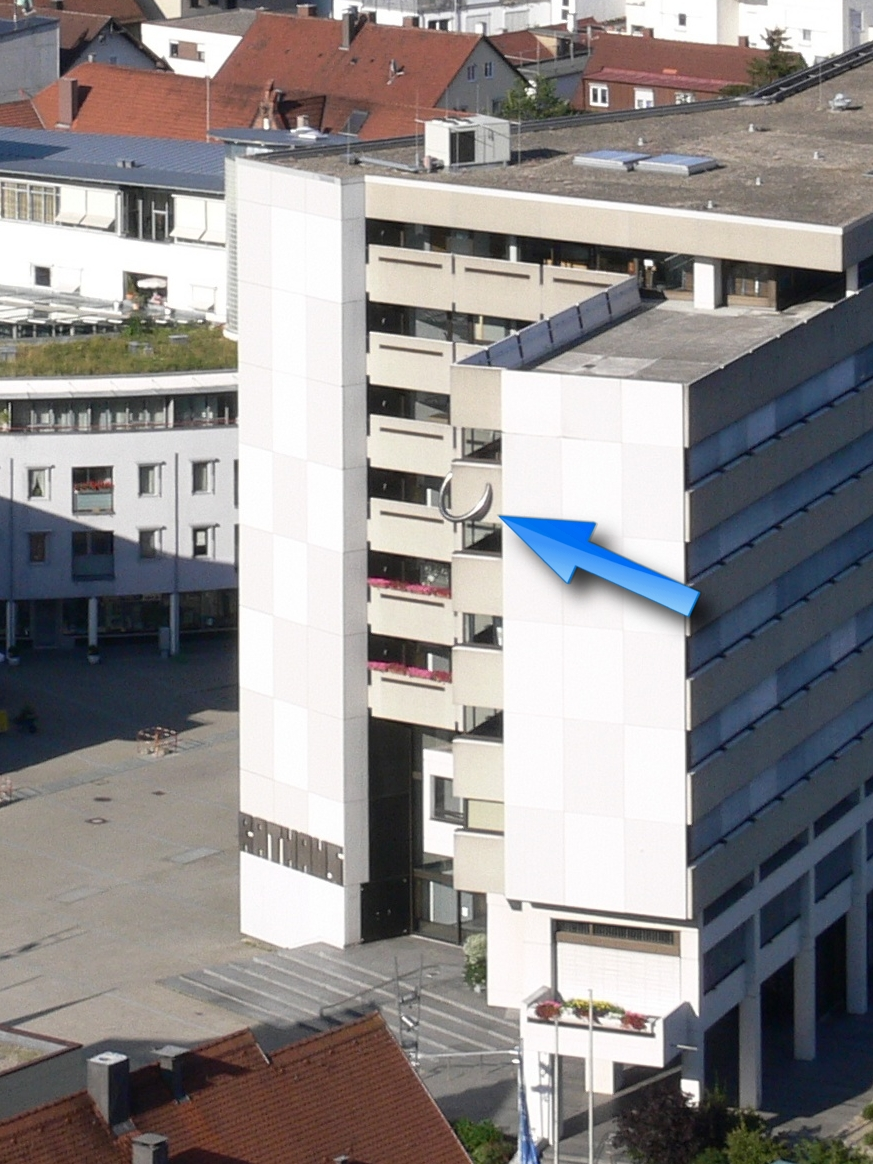
Piercing i Heidenheim an der Brenz (pilen pekar mot ringen i fasaden)